# Équipe cycliste Satalyst Verve Racing
L'équipe cycliste Satalyst Verve Racing est une équipe cycliste australienne participant aux circuits continentaux de cyclisme et en particulier l'UCI Oceania Tour. Créée en 2008, l'équipe fait partie des équipes continentales de 2015 à 2016, date de sa dissolution.

## Histoire de l'équipe
L'équipe obtient le statut d'équipe continentale en 2015 et 2016.

## Classements UCI
L'équipe participe aux circuits continentaux et principalement à des épreuves de l'UCI Oceania Tour. Les tableaux ci-dessous présentent les classements de l'équipe sur les différents circuits, ainsi que son meilleur coureur au classement individuel.
UCI Oceania Tour
| Saison | Classement par équipes | Meilleur coureur au classement individuel |
| ------ | ---------------------- | ----------------------------------------- |
| 2015   | 13e                    | Mitchell Cooper (51e)                     |

## Navitas Satalyst Racing en 2015

### Effectif
| Cycliste           | Date de naissance | Nationalité      | Équipe 2014           |  |
| ------------------ | ----------------- | ---------------- | --------------------- |  |
| Jonathan Bolton    | 3 août 1989       | Australie        | Satalyst Giant Racing |  |
| Mitchell Cooper    | 28 septembre 1993 | Australie        |                       |  |
| Michael Fitzgerald | 31 octobre 1988   | Australie        | Satalyst Giant Racing |  |
| Matthew Leonard    | 11 décembre 1991  | Australie        |                       |  |
| Bradley Linfield   | 29 juin 1994      | Australie        |                       |  |
| Jackson Mawby      | 15 février 1995   | Australie        |                       |  |
| Grayson Napier     | 28 août 1995      | Nouvelle-Zélande | L&M Group Racing      |  |
| Ben O'Connor       | 25 novembre 1995  | Australie        | Satalyst Giant Racing |  |
| Timothy Sellar     | 24 avril 1996     | Australie        |                       |  |
| Joel Strachan      | 20 août 1981      | Australie        | Satalyst Giant Racing |  |
| Wesley Sulzberger  | 20 octobre 1986   | Australie        | Drapac                |  |
| Kane Walker        | 26 décembre 1989  | Australie        |                       |  |
| Theodore Yates     | 28 février 1995   | Australie        | Satalyst Giant Racing |  |

### Victoires
| Date       | Course                                | Pays | Classe | Vainqueur      |
| ---------- | ------------------------------------- | ---- | ------ | -------------- |
| 02/06/2015 | 6e étape du Tour d'Iran - Azerbaïdjan | Iran | 2.1    | Theodore Yates |